# Рогоженка (деревня)
Рогоженка — упразднённая деревня в Томском районе Томской области. Входила в состав Наумовского сельсовета. Исключена из учётных данных в 1962 г.

## География
Деревня располагалась на левом берегу реки Таловка, в 4 км (по прямой) к юго-западу от деревни Надежда.

## История
Основана в 1888 г. В 1928 году состояла из 34 хозяйств. В административном отношении входила в состав Песоченского сельсовета Томского района Томского округа Сибирского края. Упразднена в 1962 г.

## Население
По данным переписи 1926 г. в деревне проживало 174 человека (94 мужчины и 80 женщин), основное население — русские.